# Enrique Peña Nieto
Enrique Peña Nieto (phát âm tiếng Tây Ban Nha: [enrike peɲa njeto] (nghe), sinh ngày 20 tháng 7 năm 1966) là vị Tổng thống thứ 57 của México. Ông là một đảng viên của Đảng Cách mạng Chế độ (PRI) và là cựu thống đốc bang México giai đoạn 2005-2011. Peña Nieto được tuyên bố đắc cử Tổng thống sau khi cuộc tổng tuyển cử México và đã được Tòa án bầu cử Liên bang tuyên bố hợp lệ. Ông nhậm chức Tổng thống vào ngày 1 tháng 12 năm 2012, kế nhiệm Felipe Calderón, do đó đánh dấu sự trở lại quyền lực của chính đảng từng lãnh đạo nền chính trị México trong 71 năm liên tiếp.
Peña Nieto đã công bố việc ứng cử tổng thống của ông vào tháng 9 năm 2011, bốn ngày sau khi thôi giữ chức vụ thống đốc, ông chính thức đăng ký vào tháng 10 cùng năm. Với chỉ có 38% số phiếu ủng hộ và không có một đa số lập pháp, Peña Nieto đánh dấu sự trở lại của PRI sau một thời gian gián đoạn 12 năm vào ngày 02 tháng 7 năm 2012, đảng này đã cầm quyền México không bị gián đoạn suốt 71 năm cho đến khi nó bị Đảng hành động Dân tộc (PAN) đánh bại vào năm 2000.
Sự trở lại của PRI đã không được tất cả mọi người chào đón. Các cuộc tuần hành chống lại Peña Nieto đã thu hút hàng ngàn người tham gia trên khắp México, đặc biệt là từ phong trào sinh viên Soy Yo 132, những người phản đối sự bất thường của cuộc bầu cử và cáo buộc các phương tiện truyền thông thiên vị. Những người khác phản đối rằng trong suốt thời gian nắm quyền lực, PRI đã trở thành biểu tượng của tham nhũng, đàn áp, kinh tế sai lầm, và gian lận bầu cử, và nhiều người México và dân cư đô thị đang lo lắng rằng đây là dấu hiệu của việc một México trong quá khứ quay trở lại. Tuy nhiên, Peña Nieto đã phủ nhận những lời cáo buộc như vậy, và cam kết rằng chính phủ của ông sẽ có nhiều dân chủ hơn, hiện đại, cởi mở với những lời chỉ trích. Ông cũng cam kết rằng ông sẽ tiếp tục chiến đấu chống tội phạm có tổ chức và rằng sẽ không thỏa hiệp với bọn tội phạm.
Đảng cầm quyền trước đó, PAN, đã không thể thông qua các cải cách bởi vì nó thiếu một đa số trong Quốc hội, cùng với tư tưởng rằng PRI "biết làm thế nào để cai trị" và làm thế nào để xử lý các cartel ma túy, đủ thuyết phục để nhiều cử tri bỏ phiếu cho Peña Nieto. Trong suốt cuộc bầu cử, ông vẫn duy trì một khoảng cách rộng trong các cuộc thăm dò. Peña Nieto đề xuất rằng ông sẽ phục hồi năng lực nền kinh tế México, cho phép công ty dầu quốc gia, Pemex, cạnh tranh trong khu vực tư nhân, và giảm bạo lực ma túy đã từng khiến hơn 55.000 người chết trong sáu năm.

## Tiểu sử
Enrique Peña Nieto sinh ngày 20 tháng 7 năm 1966 tại làng Atlacomulco thuộc bang México trong một gia đình khá giả, cha của ông, Gilberto Enrique Peña del Mazo, là một kỹ sư điện; mẹ của ông, María del Perpetuo Socorro Ofelia Nieto Sánchez, là giáo viên trung học., truyền thống dòng họ nhà Pena Nieto có nhiều người đã từng làm thống đốc bang và giữ các cương vị cao trong chính quyền bang. Năm 1984, Peña Nieto đã tham gia các hoạt động tuyên truyền trong các chiến dịch tranh cử địa phương và gia nhập PRI, rồi sau đó đảm nhận một vài chức vụ trong bộ máy tuyên tuyền cấp bang của PRI. Vào những năm tiếp theo, Pena Nieto tốt nghiệp Khoa Luật trường Đại học Panamericana và khóa Quản lý doanh nghiệp sau Đại học tại Viện Công nghệ Monterrey.
Pena Nieto hành nghề luật sư tại văn phòng Laffan Muse và Kaye trong các năm 1985 và 1986, đồng thời cộng tác với Tập đoàn công nghiệp San Luis. Trong thời kỳ từ năm 1988 đến 1990, ông làm việc tại Văn phòng công chứng số 96 thuộc thành phố México và vào năm 1990 được bầu làm Bí thư Phong trào Công dân Khu 1 thuộc Liên đoàn các tổ chức nhân dân và đảm nhiệm một số chức vụ khác trong các tổ chức chính quyền bang México. Đến năm 2003, Pena Nieto đắc cử ghế nghị sĩ bang và đến năm 2011, ông đã được bầu làm Thống đốc bang México, một trong 3 lãnh thổ đông dân và giàu có nhất México.
Tháng 1 năm 2012, Pena Nieto được liên danh giữa PRI và Đảng Xanh - Môi trường lựa chọn làm ứng cử viên duy nhất ra tranh cử tổng thống, cạnh tranh với ứng viên Josefina Vazquez Mota, đại diện cho đảng Hành động Quốc gia (PAN) cầm quyền; ứng viên Andres Manuel Lopez Obrađor, đại diện cho Liên minh cánh tả; và kỹ sư Gabriel Quadri, đại diện cho đảng Liên minh mới. Ngày 31 tháng 8 năm 2012, Tòa tư pháp Liên bang tuyên bố Enrique Pena Nieto đắc cử Tổng thống với trên 38% số phiếu hợp lệ.
Chương trình hành động của ông nếu như trúng cử, gồm 5 mục tiêu lớn là giảm tới 50% tội phạm trong thời gian ngắn nhất có thể, giảm đói nghèo hiện đang đè nặng lên 52% dân số México, tạo thêm nhiều việc làm, cải thiện chất lượng giáo dục và tìm lại vai trò tiên phong của México trong quan hệ quốc tế.

## Đời tư
Pena Nieto kết hôn với Monica Pretelini năm 1993 và có ba người con. Ba năm sau, khi bà Monica qua đời vì bệnh tim, Pena Nieto tái hôn với nữ nghệ sĩ điện ảnh Angelica Rivera, người từng sắm vai chính trong phim truyền hình nhiều tập mang tên Chim hải âu, vai diễn Isabella de Peñalvert trong Đơn giản, tôi là Maria... được công chúng trong và ngoài nước rất mến mộ và trên thực tế điều này đã đóng vai trò quan trọng trong chiến dịch tranh cử tổng thống vừa qua của Peña Nieto.